# 山东省鄄城县第一中学
山东省鄄城县第一中学是位于中华人民共和国山东省菏泽市鄄城县的一所中学，始建于1950年，鄄城一中先后被评为山东省省级规范化学校、山东省教书育人先进单位、中国教育创新学校，联系多年被评为菏泽市高中教学先进单位、年年被授予鄄城县教书育人突出贡献奖。现有南、东、西三个校区，总建筑10万余平方米，在校学生11000多人，教职工600余人。

## 历史
山东省鄄城县第一中学成立于1950年，位于鲁豫交界处的鄄城县西关。原名"平原省鄄城县立初级中学"。1953年易名为"山东省鄄城县第一中学"，校址在原教研室处，教室六间，系租赁民房。1951年夏迁往现址，面积二十四亩。1963年西邻烈士陵园迁出，原址并入一中，随成规模。1956年夏天，学校开始招收高中生，一级两个班，从此，鄄城一中从初中变为完全中学。"文化大革命"中，管理体制下放，学校转归城关人民公社管理，改称"鄄城城关中学"，"文革"后期恢复现名。到2008年每年招生人数到3500多人，在校学生达12000多人，毕业生有6000余人，并与2003年在鄄城县城东部建立新校区。面积200余亩，起初只是毕业班与初中部所在地，2009年为高中二三年级主要地点。后来，在鄄城县南环建立了新校区。

## 校友

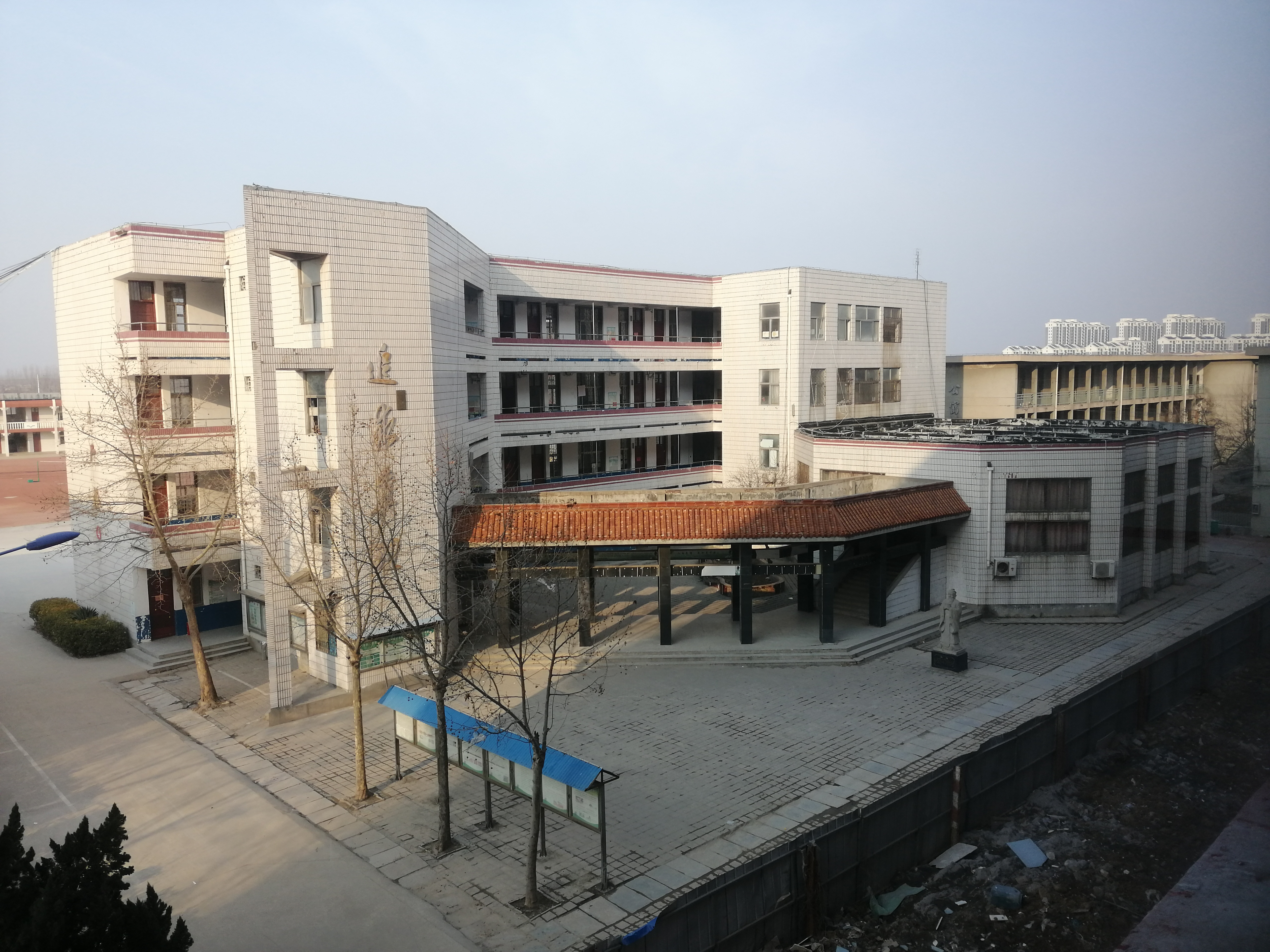
鄄城县第一中学

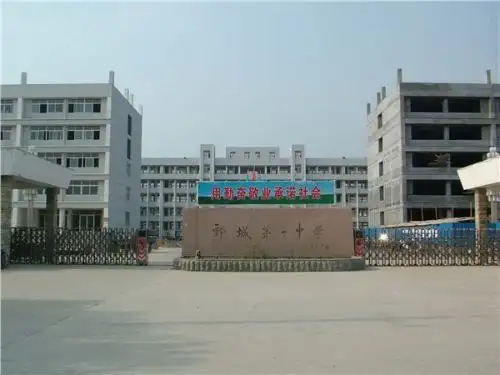
鄄城县第一中学

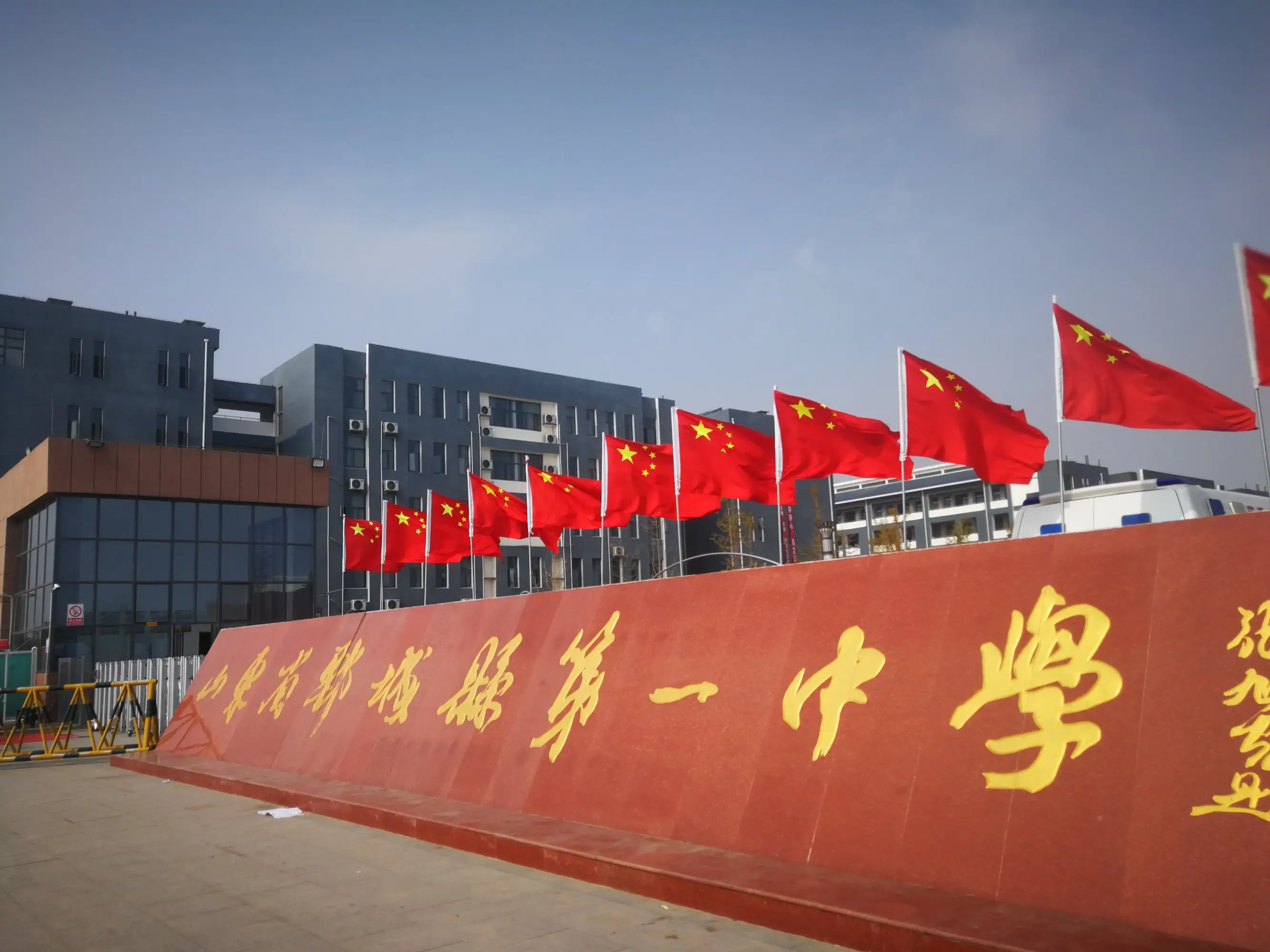
鄄城县第一中学

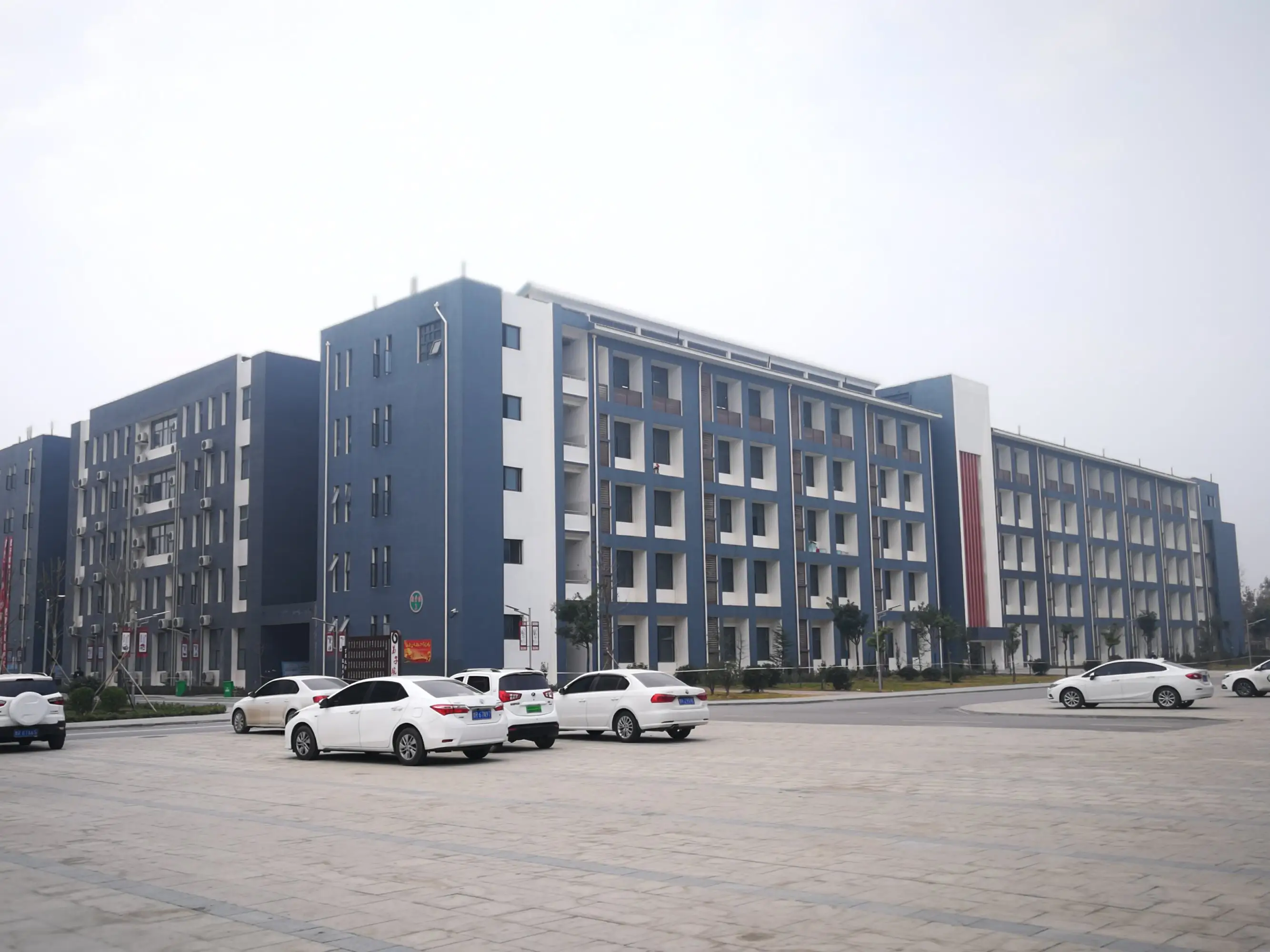
鄄城县第一中学

前中共中央政治局委员，十二届全国人大常委会副委员长、党组副书记，中华全国总工会主席——李建国
中国科学院国家天文台副台长，研究员，中国天文学会副理事长——刘继峰
广西壮族自治区桂林市委书记——周家斌